# Step Up: All In
Step Up: All In è un film del 2014 diretto da Trish Sie, quinto capitolo della serie Step Up.

## Trama
Lo street dancer di Miami Sean Asa va con i MOB a Los Angeles, dove cerca lavoro con una serie di audizioni, ma queste falliscono: la crew decide di tornare a Miami, mentre Sean rimane a Los Angeles. Dopo aver scoperto su Internet un talent show di ballo a Las Vegas chiamato "The Vortex", Sean si trasferisce a Hollywood chiedendo aiuto al suo amico Muso, che raggruppa subito la sua vecchia crew della MSA, tra cui anche Andie con cui Sean sviluppa subito un'affinità.
I due cominciano a provare per l'audizione per il programma. Riescono a superarla e vanno a Las Vegas, dove incontrano altre crew: i Grim Knights, loro acerrimi nemici, e i MOB, che si sono iscritti alla gara. Scoppia così una lite tra questi e gli LMNTRIX, il nome della crew formata da Sean e i suoi nuovi amici. La sera stessa comincia il programma, e i ragazzi superano la selezione iniziale.
Dopo diverse sfide, gli LMNTRIX si trovano in semifinale proprio contro i MOB e vincono. Gli LMNTRIX vanno in finale e si devono scontrare con i Grim Knights. Più tardi la crew viene a conoscenza che i Grim Knights hanno stretto un accordo con la presentatrice del programma per vincere: gli LMNTRIX decidono allora di allearsi con I MOB, vincendo così la gara e un contratto di 3 anni a Las Vegas per lavorare lì.

## Distribuzione
Il film, distribuito nelle sale cinematografiche americane l'8 agosto 2014 e nelle sale italiane il 20 agosto 2014, vede la partecipazione di quasi tutti i protagonisti dei precedenti Step Up.